# Teach-In
Teach-In var en hollandsk popgruppe fra Enschede i Overijssel som vandt Eurovision Song Contest 1975 med sangen "Ding-A-Dong". Sangen var skrevet af Will Luikinga.
Gruppen blev dannet af Koos Versteeg (sang, klaverinstrument) og Ruud Nijhuis (trommer) i 1967. De øvrige bandmedlemmer var dengang Hilda Felix (sang), Henk Westendorp (sang), Frans Schaddelee (basguitar) og John Snuverink (guitar). 
I 1970 blev der skrevet kontrakt med CBS Records, og året efter kom debut-singlen "Spoke The Lord Creator", som længe lå på hitlisterne i Holland. En stor del af bandets besætning blev skiftet ud i 1972, af den oprindelige besætning var det kun Versteeg og Nijhuis, som ikke forlod gruppen. 
Gruppen fik da følgende besætning: 
- Getty Kaspers (sang),
- Chris de Wolde (guitar),
- Ard Weenink (basguitar, trompet, sang),
- Koos Versteeg (klaverinstrumenter, sang),
- John Gaasbeek (basuguitar) og
- Ruud Nijhuis (trommer).

Musikalsk set blev Teach-In nu noget forandret, musikken blev mere kommerciel og sounden lignede mere ABBAs. I 1974 fik gruppen sit gennembrud i Benelux-landene med nummeret «Fly away», som var skrevet af produceren Eddy Ouwens og Koos Versteeg. De efterfølgende singler «In The Summernight» og «Tennessee Town» gav også gode resultater. I 1975 vandt gruppen den hollandske finale i 'Eurovision Song Contest' med sangen «Dinge dong», som på engelsk blev til «Ding-a-dong». Sejren i Eurovision Song Contest gjorde gruppen kendt udenfor Benelux-landene, og gruppen rejste på turnéer både i og udenfor Europa. Teach-In optrådte også ved bryllupsfesten for den hollandske prinsesse Christina og Jorge Guillermo. 
I 1976 skiftede gruppen igen besætning, og igen blev Versteeg og Nijhuis alene tilbage. Den nye besætning var nu Betty Vermeulen (sang), Marianne Wolsink (sang), Hans Nijland (basguitar), Gerrit Trip (guitar, sang). Gruppens første single efter dette, «Upside down», blev dens største hollandske succes. I Rusland gjorde singlen «I Am Almost Alone», som kun blev udgivet der, det meget godt.
Udskiftningerne var endnu ikke ovre efter dette, i 1977 forlod Hans Nijland gruppen, og Nick de Vos overtog hans plads. I 1978 kom Teach-In singlen «Dear John», som kom ind på Hollands top-5. Stemmeproblemer gjorde at sangerinderne Wolsink og Trip måtte skiftes ud, og samtidig forlod bassisten de Vos gruppen. I stedet kom Peter van Eyck (sang, basguitar), Bert ten Bruggen (guitar, sang) og Ab Timmer (trommer). Samme år kom singlerne «Robot» og «Greenpeace» ind på Hollands hitlister.
Efter at singlen «Regrets» ikke kom ind på hitlisterne i 1980 blev Teach-In definitivt opløst. 